# Grande Prêmio da Espanha de 1996
Resultados do Grande Prêmio da Espanha de Fórmula 1 realizado em Barcelona em 2 de junho de 1996. Sétima etapa da temporada, marcou a primeira das 72 vitórias de Michael Schumacher pela Ferrari.

## Resumo

### Treinos oficiais
Damon Hill marcou a 15ª pole position de sua carreira e a Williams pôs Jacques Villeneuve ao seu lado sendo que a Ferrari de Michael Schumacher ficou a quase um segundo da marca do piloto inglês após o tedesco ser o mais rápido nos treinos oficiais de Ímola e Montecarlo no mês passado.

### Corrida
Soberana nos treinos oficiais graças ao tempo seco, a Williams teve que disputar a corrida em pista molhada no domingo e em suas primeiras voltas nada parecia indicar um resultado que não fosse o domínio da prova, afinal Jacques Villeneuve tomou a liderança trazendo consigo a Benetton de Jean Alesi. Em pouco tempo Michael Schumacher surge como destaque da prova ao se beneficiar das saídas de pista de Irvine e Hill e tão logo superou Gerhard Berger saiu à caça dos líderes e os superou tomando a ponta após onze voltas.
Para azar da equipe de Grove, a manobra de Schumacher derrubou Villeneuve para o segundo lugar quase à mesma hora em que Hill saiu da pista pela terceira vez e bateu o carro relembrando os piores momentos de sua carreira quando, ano passado, foi superado de maneira impiedosa por Schumacher na luta pelo título mundial, e por falar no alemão da Ferrari ele despachou Villeneuve e abriu cerca de três segundos na primeira volta após superar o canadense, cujo desempenho sob chuva o deixou à mercê de Alesi numa ultrapassagem que se concretizou apenas em outro momento.
Conforme o tempo passava as equipes fizeram uso das estratégias de box e nisso a vantagem de Michael Schumacher era tão grande em relação aos demais que mesmo após parar duas vezes sua liderança não foi ameaçada enquanto Alesi, Villeneuve e Barrichello aceleravam de modo a definir a composição final do pódio ante a iminente apoteose ferrarista graças ao minuto de vantagem sobre o francês Alesi. Um defeito mecânico tirou Rubens Barrichello da pista a vinte voltas do final e assim encaminhou a composição do pódio na Espanha.
Michael Schumacher cruzou a linha de chegada próximo às duas horas de corrida e venceu sua primeira corrida pela Ferrari sob grande euforia tornando-se o primeiro alemão a vencer pela casa de Maranello desde 1961 quando Wolfgang von Trips triunfou na Grã-Bretanha. De volta ao presente, Jean Alesi e Jacques Villeneuve completaram o pódio numa tarde onde apenas seis carros concluíram a prova espanhola; além dos três citados, a zona de pontuação apresentou Heinz-Harald Frentzen, Mika Häkkinen e Pedro Paulo Diniz, sendo este o primeiro ponto em sua carreira e também o melhor resultado de um brasileiro nessa pista desde Ayrton Senna.
Foi o primeiro Grande Prêmio da Espanha disputado em junho desde 1981 e a primeira vitória da Ferrari no país desde Alain Prost em 1990, e como se não bastasse ser o herói dos ferraristas, Michael Schumacher fechou uma trilogia espanhola ao triunfar consecutivamente no Grande Prêmio da Europa de 1994, no Grande Prêmio da Espanha de 1995 e no dia de hoje.

## Classificação da prova

### Treino oficial
| 1                         | 5  | Damon Hill            | Williams-Renault   | 1:20.650 |         |
| 2                         | 6  | Jacques Villeneuve    | Williams-Renault   | 1:21.084 | + 0.434 |
| 3                         | 1  | Michael Schumacher    | Ferrari            | 1:21.587 | + 0.937 |
| 4                         | 3  | Jean Alesi            | Benetton-Renault   | 1:22.061 | + 1.411 |
| 5                         | 4  | Gerhard Berger        | Benetton-Renault   | 1:22.125 | + 1.475 |
| 6                         | 2  | Eddie Irvine          | Ferrari            | 1:22.333 | + 1.683 |
| 7                         | 11 | Rubens Barrichello    | Jordan-Peugeot     | 1:22.379 | + 1.729 |
| 8                         | 9  | Olivier Panis         | Ligier-Mugen/Honda | 1:22.685 | + 2.035 |
| 9                         | 14 | Johnny Herbert        | Sauber-Ford        | 1:23.027 | + 2.377 |
| 10                        | 7  | Mika Häkkinen         | McLaren-Mercedes   | 1:23.070 | + 2.420 |
| 11                        | 15 | Heinz-Harald Frentzen | Sauber-Ford        | 1:23.195 | + 2.545 |
| 12                        | 19 | Mika Salo             | Tyrrell-Yamaha     | 1:23.224 | + 2.574 |
| 13                        | 17 | Jos Verstappen        | Footwork-Hart      | 1:23.371 | + 2.721 |
| 14                        | 8  | David Coulthard       | McLaren-Mercedes   | 1:23.416 | + 2.766 |
| 15                        | 12 | Martin Brundle        | Jordan-Peugeot     | 1:23.438 | + 2.788 |
| 16                        | 18 | Ukyo Katayama         | Tyrrell-Yamaha     | 1:24.401 | + 3.751 |
| 17                        | 10 | Pedro Paulo Diniz     | Ligier-Mugen/Honda | 1:24.468 | + 3.818 |
| 18                        | 20 | Pedro Lamy            | Minardi-Ford       | 1:25.274 | + 4.624 |
| 19                        | 21 | Giancarlo Fisichella  | Minardi-Ford       | 1:25.531 | + 4.881 |
| 20                        | 16 | Ricardo Rosset        | Footwork-Hart      | 1:25.621 | + 4.971 |
| Limite dos 107%: 1:26.296 |    |                       |                    |          |         |
| DNQ                       | 22 | Luca Badoer           | Forti-Ford         | 1:26.615 | + 5.965 |
| DNQ                       | 23 | Andrea Montermini     | Forti-Ford         | 1:27.358 | + 6.708 |
| Fonte:                    |    |                       |                    |          |         |

### Corrida
| Pos.   | Nº | Piloto                | Construtor         | Voltas | Tempo/Diferença | Grid | Pontos |
| ------ | -- | --------------------- | ------------------ | ------ | --------------- | ---- | ------ |
| 1      | 1  | Michael Schumacher    | Ferrari            | 65     | 1:59:49.307     | 3    | 10     |
| 2      | 3  | Jean Alesi            | Benetton-Renault   | 65     | + 45.302        | 4    | 6      |
| 3      | 6  | Jacques Villeneuve    | Williams-Renault   | 65     | + 48.388        | 2    | 4      |
| 4      | 15 | Heinz-Harald Frentzen | Sauber-Ford        | 64     | + 1 volta       | 11   | 3      |
| 5      | 7  | Mika Häkkinen         | McLaren-Mercedes   | 64     | + 1 volta       | 10   | 2      |
| 6      | 10 | Pedro Paulo Diniz     | Ligier-Mugen/Honda | 63     | + 2 voltas      | 17   | 1      |
| Ret    | 17 | Jos Verstappen        | Footwork-Hart      | 47     | Spun off        | 13   |        |
| Ret    | 11 | Rubens Barrichello    | Jordan-Peugeot     | 45     | Diferencial     | 7    |        |
| Ret    | 4  | Gerhard Berger        | Benetton-Renault   | 44     | Spun off        | 5    |        |
| Ret    | 14 | Johnny Herbert        | Sauber-Ford        | 20     | Spun off        | 9    |        |
| Ret    | 12 | Martin Brundle        | Jordan-Peugeot     | 17     | Diferencial     | 15   |        |
| DSQ    | 19 | Mika Salo             | Tyrrell-Yamaha     | 16     | Desclassificado | 12   |        |
| Ret    | 5  | Damon Hill            | Williams-Renault   | 16     | Spun off        | 1    |        |
| Ret    | 18 | Ukyo Katayama         | Tyrrell-Yamaha     | 8      | Pane elétrica   | 16   |        |
| Ret    | 2  | Eddie Irvine          | Ferrari            | 1      | Spun off        | 6    |        |
| Ret    | 9  | Olivier Panis         | Ligier-Mugen/Honda | 1      | Colisão         | 8    |        |
| Ret    | 21 | Giancarlo Fisichella  | Minardi-Ford       | 1      | Colisão         | 19   |        |
| Ret    | 8  | David Coulthard       | McLaren-Mercedes   | 0      | Colisão         | 14   |        |
| Ret    | 16 | Ricardo Rosset        | Footwork-Hart      | 0      | Colisão         | 20   |        |
| Ret    | 20 | Pedro Lamy            | Minardi-Ford       | 0      | Colisão         | 18   |        |
| DNQ    | 22 | Luca Badoer           | Forti-Ford         |        | Acima dos 107%  | 21   |        |
| DNQ    | 23 | Andrea Montermini     | Forti-Ford         |        | Acima dos 107%  | 22   |        |
| Fonte: |    |                       |                    |        |                 |      |        |

## Tabela do campeonato após a corrida
| Pos.   | Piloto             | Pontos |
| ------ | ------------------ | ------ |
| 1      | Damon Hill         | 43     |
| 2      | Jacques Villeneuve | 26     |
| 3      | Michael Schumacher | 26     |
| 4      | Jean Alesi         | 17     |
| 5      | Olivier Panis      | 11     |
| Fonte: |                    |        |

| Pos.   | Construtor         | Pontos |
| ------ | ------------------ | ------ |
| 1      | Williams-Renault   | 69     |
| 2      | Ferrari            | 35     |
| 3      | Benetton-Renault   | 24     |
| 4      | McLaren-Mercedes   | 18     |
| 5      | Ligier-Mugen/Honda | 12     |
| Fonte: |                    |        |

- Nota: Somente as primeiras cinco posições estão listadas.